# Saxifraga caveana
Saxifraga caveana är en stenbräckeväxtart som beskrevs av W. W. Smith. Saxifraga caveana ingår i Bräckesläktet som ingår i familjen stenbräckeväxter. Utöver nominatformen finns också underarten S. c. lanceolata.